# Where the Streets Have No Name
"Where the Streets Have No Name" é uma canção da banda de rock irlandesa U2. É a faixa de abertura do álbum The Joshua Tree (1987), e foi lançado como o terceiro single em 1 de agosto de 1987. O gancho da canção é uma guitarra com repetições de arpejo usando um efeito delay, tocando durante a introdução da música e novamente no final. O vocalista Bono escreveu a letra em resposta à ideia de que, é possível identificar a religião de uma pessoa com base na rua em que viviam, particularmente em Belfast. Durante as dificuldades da banda na gravação da canção, o produtor musical Brian Eno, considerou apagar as fitas musicais para que eles começassem do início.
"Where the Streets Have No Name" foi elogiado pela crítica e tornou-se um sucesso comercial, atingindo a posição de número 13 nos Estados Unidos, na 14 posição no Canadá, 10 posição na Holanda, e na 4 posição no Reino Unido. A canção tornou-se uma das canções mais populares da banda, e manteve-se um elemento básico ao vivo desde a estreia da canção em 1987, durante a The Joshua Tree Tour. A canção foi especialmente realizada em Los Angeles, na cobertura para a filmagem de seu vídeo, canção que ganhou um Prêmio Grammy para "Melhor Performance de Videoclipe".

## Escrita e gravação
A música "Where the Streets Have No Name" originou-se de um demo que o guitarrista The Edge compôs em uma noite antes do grupo retomar às sessões de The Joshua Tree. Em uma sala no andar de cima no Melbeach House — sua casa recém comprada — The Edge usou uma gravação múltipla, para gravar arranjos de teclados, guitarra, baixo e uma bateria eletrônica. Consciente de que as sessões do álbum estavam se aproximando do fim e que a banda estava com poucas músicas excepcionalmente tocadas ao vivo, The Edge queria "invocar um ultimato do U2 com canções ao vivo", querendo ouvir em um show do futuro U2, se ele fosse um fã. Depois de terminar a mixagem, ele sentiu que havia chegado com a "parte mais surpreendente da guitarra e, ao mesmo tempo, a música de sua vida". Sem ninguém em casa para compartilhar o demo, The Edge lembra que neste momento, estava dançando e socando o ar em comemoração.
Embora a banda tivera gostado do demo, era difícil para eles gravarem a canção. O baixista Adam Clayton disse: "Na época, soou como uma língua estrangeira, enquanto que agora, entendemos como ele funciona". O arranjo, com dois turnos de tempo de assinatura e frequentes mudanças de acordes, foi ensaiada várias vezes, mas o grupo se esforçou para obter um desempenho que eles gostassem. De acordo com o co-produtor Daniel Lanois, disse que "a canção foi o projeto de ciências. Lembro-me de ter este enorme 'quadro negro' na escola, como lhe chamamos. Eu estava segurando um ponteiro, como um professor universitário, a banda andava através de mudanças de acordes como um lerdo. Foi ridículo". O co-produtor Brian Eno estima que metade das sessões do álbum foram gastos tentando gravar uma versão adequada de "Where the Streets Have No Name". A banda trabalhou em único take por semana, mas como Eno explicou, essa versão especial tinha vários problemas com ele, e o grupo continuou tentando consertá-la. Com todo o seu trabalho, eles tinham gradualmente substituído cada instrumento assumido, até que nada restasse do desempenho original.
Muito tempo foi gasto no "trabalho de chave de fenda", que Eno pensava que seria melhor começar desde do zero. Sua ideia era um "palco de um acidente", e tinha fitas de canções apagadas. Ele disse que isso não era para forçar o abandono da canção, mas sim, que seria mais eficaz para começar de novo com um desempenho novo. Em um ponto, Eno tinha as fitas norteadas e prontas para serem gravadas, mas este apagamento nunca aconteceu; de acordo com o engenheiro Flood, companheiro do engenheiro Patrick McCarthy, voltou para a sala de controle, e ao ver Eno pronto para apagar as fitas, deixou cair a bandeja de chá que estava carregando e o domínio físico de Eno.
A versão de estúdio da canção foi compilada a partir de várias tomadas diferentes. Foi uma das várias canções mixadas por Steve Lillywhite nos meses finais de gravação de The Joshua Tree. O baterista Larry Mullen Jr. disse mais tarde sobre a canção: "Demorou tanto tempo para deixar esta música direito, foi difícil para fazermos qualquer sentido. Ela só se tornou uma música verdadeiramente grande ao tocá-la ao vivo. No disco, musicalmente, não é metade do que é a canção ao vivo".
O vocalista Bono escreveu a letra durante uma visita humanitária à Etiópia com sua esposa Ali Hewson. Ele primeiro escrevia as letras em um saco de vômito durante a sua estrada em uma aldeia.

## Composição
"Where the Streets Have No Name" é tocado em um ritmo de 126 batidas por minuto. A introdução e a conclusão foram tocados em um compasso de 3/4, enquanto o restante da canção está em um compasso de 4/4. As canções abrem com uma seção instrumental, começando com um coro – como notas sustentado por sintetizador. Os fades de guitarra em após 42 segundos; esta parte consiste de um repetido "carrilhão" com seis notas de arpejo. A oitava pontilhada do efeito delay, é usado para "tocar" com cada nota de arpejo duas vezes, criando desta forma, um som rico. O baixo e a bateria começam com 1 minuto e 10 segundos de duração.
A introdução, na sequência da progressão harmônica de I–IV–I–IV–vi–V–I, cria uma "parede de som", como descrito por Mark Butler, contra a qual os vocais surgem após cerca de dois minutos. O papel da guitarra desempenhado ao restante da canção, apresenta The Edge tocando dezesseis notas percussivas. O baixo e a bateria continuam regularmente na oitava e décima sexta notas, respectivamente, enquanto a performance de Bono, em contrapartida, varia muito em seu timbre ("ele suspira; geme; resmunga; ele exala de forma audível; ele permite que sua voz faça ruído"), bem como por seu tempo de uso do rubato, para compensar um pouco as notas que ele canta a partir da batida.
Este desenvolvimento chega a um clímax durante o primeiro refrão no verso "We're still building, then burning down love" ("Nós ainda estamos construindo e queimando amor") (A–G–F♯–D); a melodia progride através de uma série de grau de escalas, que levam à nota mais alta da canção, o D♭5 na palavra "burning" ("queimando"). Depois no coro, Bono canta "blown by the wind" ("soprado pelo vento") com a mesma melodia, que estende-se a mesma nota ainda mais. Após ao terceiro coro, a conclusão da canção é tocada e a instrumentação revertida para o mesmo estado em que estava durante sua introdução, com apenas seis notas tocadas na guitarra contra os sintetizadores sustentados.

"'Where the Streets Have No Name' foi a introdução perfeita. Ela é uma das ideias mais extraordinárias, comparado apenas com a canção 'Break on Through (To the Other Side)', de The Doors, como uma reposição para um baixo público. Você quer ir para lá? Porque se você fizer isto, eu estou pronto para ir lá com você, para aquele outro lugar. Chame do que quiser, um lugar de imaginação, onde não há limites".

— Bono.
A letra foi inspirada por uma história que Bono ouviu falar sobre as ruas de Belfast, na Irlanda do Norte, onde a religião e de renda são evidentes pela própria rua onde vivem. Em contraste a isto, o anonimato que sentiu ao visitar a Etiópia, afirmou: "O cara na canção reconhece esse contraste e pensa em um mundo onde não existem essas divisões, um lugar onde as ruas não têm nome. Para mim, essa é a forma que um grande show de rock n' roll deve ser: A lugar onde todos se reúnem... Talvez esse é o sonho de toda a arte: Para quebrar as barreiras e as divisões entre as pessoas e tocar em coisas que importam mais para todos nós". De acordo com ele, a canção é ostensivamente sobre a "elevada transcendência, o que você quiser chamá-lo". Bono, que comparou muitas de suas letras antes dos "esboços" de The Joshua Tree, disse que "'Where the Streets Have No Name' é mais como um U2 de antigamente do que qualquer das outras músicas do LP, porque é um esboço. Eu estava apenas tentando esboçar um local, talvez um local espiritual, talvez um local romântico. Eu estava tentando esboçar um sentimento".
A natureza aberta das letras têm levado a muitas interpretações. O jornalista Michael Campbell, acreditava que as letras enviavam "uma mensagem de esperança", e desejava um "mundo que não é dividido por classe, riqueza, raça ou qualquer outro critério arbitrário". No que diz respeito ao lugar, Bono estava se referindo a música, dizendo: "Eu não tenho certeza, realmente, sobre isso. Eu costumava pensar que era Belfast...". O jornalista Niall Stokes, acredita que o título foi influenciado por Bono e sua mulher, Ali Hewson, ao visitar a Etiópia como voluntário de ajuda de trabalho. Bono expressou suas opiniões contraditórias sobre as letras em aberto: "Eu posso olhar para ele agora e reconhecer que a canção tem um dos versos mais banais da história da música pop, mas também contém algumas das maiores ideias. De uma maneira curiosa, que parece funcionar. Se você recebeu de forma pesada sobre essas coisas, você não se comunica. Mas se você é 'sacudido' ou não se importa sobre isso, então você faz. Esse é um dos paradoxos que eu entrei em termos".

## Lançamento
Originalmente, o terceiro single de The Joshua Tree foi concebido para ser a música "Red Hill Mining Town", mas "Where the Streets Have No Name", foi lançado ao vez disso, em agosto de 1987. O single foi lançado em 7 polegadas, de 12 polegadas, cassete e CD single. Quatro B-sides foram destaque no single, incluindo "Race Against Time", "Silver and Gold" e "Sweetest Thing", exceto para o lançamento de 7 polegadas, que só contou com as últimas duas faixas. A single de 12 polegadas, destaca "Race Against Time" no A-side do disco (apesar de ser um B-side), e a fita cassete, apresenta todos as quatro faixas de ambos os lados da fita. Embora não seja tão bem sucedida como os dois primeiros singles do álbum, a canção fez um bom gráfico nas paradas musicais. Nos Estados Unidos, a canção chegou na posição de número 13 nas paradas da  Billboard Hot 100, e de número 11 no Hot Mainstream Rock Tracks. A canção chegou à posição de número 4 na UK Singles Chart, e ficou no topo das paradas de singles na Irlanda.

### Vídeo da música

O vídeo de música vencedor do Prêmio Grammy, com a performance da banda em um telhado em Los Angeles.

O vídeo começa com uma tomada aérea de um bloco em Los Angeles, com a parte da canção "Bullet the Blue Sky" tocando em uma transmissão de rádio. São ouvidos nos vídeos transmitidos, DJ's afirmando que a banda estava planejando realizar um concerto no telhado de um prédio, às 15:30, na Rua 7 e Rua Principal, esperando uma multidão de 30 mil pessoas. A polícia comparece ao local, informando à equipe de segurança da banda, que a filmagem estava causando, devido ao grande número de pessoas que estavam indo ver a performance do grupo. Com dois minutos de vídeo, o U2 são vistos no topo de uma loja de bebidas, tocando "Where the Streets Have No Name" para uma grande multidão de pessoas em pé nas ruas ao redor do edifício. Chegando ao fim da música, a polícia disse a tripulação que a filmagem  estava prestes a ser finalizada. Bono informa para a multidão, que eles estavam encerrando, e que a polícia fosse ao telhado do edifício, enquanto se ouvia as vaias da multidão para polícia.
O vídeo de "Where the Streets Have No Name" foi dirigido por Meiert Avis, produzido por Michael Hamlyn e Dossett Ben. A banda atraiu mais de mil pessoas durante as filmagens do vídeo, que teve lugar no telhado da loja de bebidas Republic Liquor Store (agora chamado de Margarita's Place, um restaurante mexicano), em East 7th Street e Main South Street em Los Angeles, em 27 de março 1987. A performance da banda no telhado em um lugar público, era uma referência aos The Beatles, no concerto final, como retratado no filme Let It Be (1970).

"O objetivo era fechar as ruas. Se há uma coisa que as pessoas de Los Angeles têm ódio, são suas ruas fechadas, e nós sentimos que as bandas devem agitar as coisas. Conseguimos isso porque a polícia nos parou de filmar. Estávamos preocupados: Será que íamos ser presos? Não no momento...".

— Adam Clayton.
Durante a sessão do U2, desempenhou um set de oito músicas. A banda começou com uma performance de "Where the Streets Have No Name", com uma canção de apoio, seguido de um cover da canção "People Get Ready". "In God's Country", uma segunda apresentação de "Streets" e "Sunday Bloody Sunday", foram tocadas em seguida. O conjunto terminou com mais duas performances de "Streets" e "Pride (In the Name of Love)". Antes de filmar, uma semana foi gasto na reaplicação do teto da loja de bebidas, para garantir que não entraria em colapso se um grupo de fãs estivéssem a ficar em pé. Um gerador de reserva foi colocada no telhado de modo que a filmagem pudesse continuar o evento caso as autoridades desligassem a energia do primário gerador, o que aconteceu durante as filmagens.
A representação da polícia ao tentar encerrar a filmagem do vídeo devido a preocupações de segurança, realmente aconteceu durante as filmagens, como pode ser visto no vídeo. Hamlyn quase foi preso após um confronto com a polícia. De acordo com Avis, os eventos descritos no show do vídeo, realmente acontecera no dia "quase em tempo real", afirmando também que "ser pego era uma parte integral do plano". O empresário da banda, Paul McGuinness, revelou em 2007 que a maior parte do confronto com a polícia foi exagerada; um grupo quis encerrar as filmagens por parte das autoridades, a fim de dramatizar o vídeo da música, mas a polícia continuamente lhes deu extensões para fotografar o vídeo. No fundo do vídeo, foi um sinal para The Million Dollar Hotel, que foi reconstruída para criar algum interesse, no caso ninguém aparecendo na filmagem. Embora o vídeo seja de um desempenho ao vivo, o áudio usado é da versão de estúdio gravado da música. O vídeo ganhou o "Melhor Performance de Videoclipe" no 31º Prêmio Grammy (1989).

### B-sides
- "Race Against Time" foi lançado em 12 polegadas, cassete e na versão em CD single.[18] A canção foi desenvolvida a partir do interesse da banda no gênero funk urban, e foi descrito por The Edge como "uma espécie de música africana" e "um estudo no ritmo".[32][33] Na canção, o riff do baixo foi inspirada no bodhrán, sendo executada por The Edge, mas resultou em algumas partes não utilizadas por Clayton, no baixo. Parte da bateria de Mullen, foi gravada em um único tomada. A música é basicamente uma peça instrumental, mas contém algumas letras inspiradas por Bono na viagem à Etiópia, após o Live Aid (1985), e seu testemunho em primeira mão sobre a ocorrência da fome; estas referências líricas incluem Bono cantando em uma língua etíope e, é seguido com a frase de "Race against time".[33] Bono disse sobre a canção: "Isso me lembra do deserto. O deserto é tão vazia, mas dói com um estranho tipo de plenitude".[33] John Hutchinson, da revista Musician, descreveu a canção como um "sabor africano" e como sendo uma reminiscência de Peter Gabriel.[33] A canção foi usada na série de televisão Miami Vice, no episódio "Child's Play",[34][35] e é o único B-side do single que nunca foi tocada ao vivo.[36]

- "Silver and Gold" foi escrito em apoio ao projeto United Artists Against Apartheid, que protestaram contra o Apartheid sul-africano. Em 1985, Bono participou com Steven Van Zandt no projeto anti-apartheid Sun City (1985), passando um tempo com Keith Richards e Mick Jagger, dos The Rolling Stones. Quando Richards e Jagger tocaram blues, Bono estava envergonhado por sua falta de familiaridade com este gênero musical, já que a maioria do conhecimento musical do U2, começou com punk rock na sua juventude, em meados da década de 1970. Bono percebeu que o U2 "não tinha tradição", se sentindo como se "fosse de outro planeta". Isso o inspirou a escrever a influências do blues, com a canção "Silver and Gold", que ele gravou com Richards e Ronnie Wood.[37] Ele foi regravado pelo U2 para o single "Where the Streets Have No Name", com a banda retornando para Dublin, em maio 1987, durante uma pausa entre a primeira e segunda etapa da The Joshua Tree Tour.[38] A canção foi descrito pelo Musician como "dura e crua, Bono com a voz rouca e confiante, apoiado por uma sinuosa linha de baixo, e com The Edge demonstrando seu talento recém descoberto do blues na guitarra".[33] "Silver and Gold" foi tocada ao vivo no The Joshua Tree Tour várias vezes, uma performance que foi destaque no documentário do álbum da banda, Rattle and Hum (1988). Tanto a gravação no estúdio e as versões de Sun City, foram posteriormente apresentado no disco bônus da 20º edição de aniversário de The Joshua Tree.[39] A versão de estúdio também foi incluído na edição limitada do B-side do disco bônus do primeiro greatest hits da banda, The Best of 1980-1990 (1998).

- "Sweetest Thing" foi escrito por Bono como um pedido de desculpas para sua esposa Ali, por ter esquecido seu aniversário.[40] A canção abre com uma peça de piano, pouco antes do restante da banda começar a tocar. Algumas das letras de Bono tem sido descrito como uma retrospectiva de John Lennon.[33] The Edge descreveu como "uma bela canção... sendo pop como deveria ser, não produzido fora da existência, mas, um pop produzido com uma intimidade real e pura", também dizendo que "era muito novo para nós".[33] Ela foi regravada com algumas alterações líricas, e lançado como single em seu próprio greatest hits, The Best of 1980-1990 (1998). O editor da Hot Press, Niall Stokes, afirmou que esta canção, junto com "Race Against Time", é um "indicador de que a banda poderia ter feito, ao invés de The Joshua Tree".[32]

## Recepção
| Críticas profissionais | Críticas profissionais |
| Avaliações da crítica  | Avaliações da crítica  |
| Fonte                  | Avaliação              |
| ---------------------- | ---------------------- |
| Allmusic               | [ 41 ]                 |

Após o lançamento de The Joshua Tree, os críticos elogiaram "Streets". Steve Morse, do The Boston Globe, observou a "estrutura dos tons de 'sino' de The Edge, em busca do céu", juntamente com o título seguinte no álbum, "I Still Haven't Found What I'm Looking For", essas duas canções mostraram como o grupo foi a "peregrinação ainda em uma missão; pregadores que não que afirmam ter encontrado respostas". A The Bergen Record disse a estes sentimentos, dizendo que as canções demonstraram como a banda estava em uma busca pessoal e espiritual. A Rolling Stone disse que era um "rock agressivo", em sua análise do The Joshua Tree. A U-T San Diego disse que "'Where the Streets Have No Name' é uma despesa musical, como alguém fugindo para a vida". O The Washington Post disse que a faixa é "um pouco oblíqua liricamente, entretanto, que as implicações de Bono são claras e decidida, a guitarra trêmula de The Edge, 'catedral' do baixo de Adam Clayton e a bateria de Larry Mullen, feito um trovão".
A NME elogiou a canção como a faixa de abertura do álbum, dizendo que ela "começa por ser cuspida furiosamente". A publicação elogiou Bono cantando apaixonadamente e e maneira de The Edge tocar sua guitarra, que transformou o instrumento em "algo mais do que um pedaço de madeira maltratada sem parar". A revisores comentaram que os "últimos dez segundos são de tirar o fôlego". O jornal The Rocket, escreveu que a música constrói uma "parede de som", que os vocais de Bono é corta com um "lamento de desespero, como as letras agonizam a necessidade pessoal de espiritualidade". O revisor comparou o riff de abertura da canção "Ghostdancing", da banda Simple Minds. O revisor de The Joshua Tree, Stephen Thomas Erlewine, da Allmusic, disse que a canção uma "abertura épica". O serviço de Steve Huey, em uma revisão da música, elogiou a sua "insistente, unidade de propulsão rítmica e o coro", qüalidades que ele apontou para torná-lo um favorito dos fãs. Ele chamou a canção de "perfeita canção de abertura", creditando a "acumulação lenta de seu arranjo para um pico culminante". Huey também disse que Bono mostrava ser "apaixonado e grandioso", e "seu compromisso com o inabalável material". Ele acreditava que a combinação de sua voz e o "poder sonoro" da banda, é o que deu ao U2 o sua "enorme força".

## Performance ao vivo
"Where the Streets Have No Name" fez sua estréia em um concerto em 2 de abril de 1987, na cidade de Tempe, no Arizona, na noite de abertura da The Joshua Tree Tour. Desde então, foi tocado em quase todos os concertos de longa-metragem que o U2 obteve manchete, totalizando mais de 700 apresentações a partir de 2011. A canção é amplamente considerada como uma das mais populares músicas tocadas ao vivo da banda. Bono comentou sobre a canção: "Nós podemos estar no meio do pior show de nossas vidas, mas quando vamos tocar 'Streets', tudo muda. Os espectadores ficam a seus pés, cantando junto em cada palavra. É como se Deus, de repente entrasse no ambiente".
Na The Joshua Tree Tour, "Where the Streets Have No Name" foi mais utilizada para ser a canção de abertura dos concertos. Os fãs e críticos responderam positivamente à canção em relação ao ambiente ao vivo. O San Diego Union-Tribune escreveu que "desde as nobres linhagens sonoras de abertura de 'Streets', a audiência foi para cima, estando em total êxtase e inflamada". A NME escreveu que a música é uma ocasião em que "o poder concedido a seu canto, é assustador", observando que durante a abertura da canção, "a arena explode". Outros críticos, disseram que a canção é "moralizante", "estimulante", e "poderoso". Dos 109 shows durante a The Joshua Tree Tour, "Streets" foi tocada em todos, exceto em 12 concertos. Durante a Lovetown Tour, que foi iniciou-se em 1989 até início de 1990, "Streets" foi só deixado fora do setlist em 47 concertos.
A canção foi executada em todos os shows nos anos de 1992-1993, durante a Zoo TV Tour. Os shows desta turnê, foram elaborados espetáculos de multimídia, que Bono realizou com uma variedade de personagens; mas para o final do set principal, o grupo voltou a tocar suas canções clássicas, incluindo "Where the Streets Have No Name". Algumas das performances da canção foram acompanhadas por imagens do grupo no deserto, as mesmas fotos tiradas durante as sessões de The Joshua Tree. O vídeo foi acelerado para efeitos humorísticos — A NME descreveu o efeito como um "bobo, um Charlie Chaplin de qualidade"; e Bono, muitas vezes, reconheceu seu "eu mais novo" nas telas de vídeo. Este vídeo seria mostrado durante as apresentações das etapas de 2010 e 2011, U2 360º Tour. Algumas das performances da canção na Zoo TV tinha um arranjo mais eletrônico, tendo uma semelhança com a canção cover da banda Pet Shop Boys (intitulado "Where the Streets Have No Name (I Can't Take My Eyes off You)"). Bono parodiou isso ocasionalmente, adotando o estilo inexpressivo do vocal utilizado no cover de Pet Shop Boys. Os críticos saudaram a canção na setlist do grupo: O The Independent, disse que a música "induz a euforia instantânea, como o U2 consegue fazer o seu melhor, entrando em um modo de rock épico, tocando a música perfeita para a arena". Outros críticos, elogiaram a inclusão da música em uma seqüência de maiores sucessos.
Para a  Popmart Tour, de 1997-1998, a banda voltou para o arranjo de dança electrônica, ocasionalmente tocado na turnê Zoo TV. O conjunto de telas de vídeos enormes, exibiu um vídeo que a Hot Press descreve como uma "espantosa Odisseia no Espaço –  uma viagem para dentro do coração, um túnel psicodélico que suga o público no sentido de uma pedra grande na horizontal". Perto do fim da música, pombas da paz foram mostrados na tela e raios brilhantes de luz acompanhando um conjunto de arcos de ouro foram projetadas para cima. A Hot Press disse que este efeito, transformou o estádio em um "local de pouso de um OVNI".
Pouco antes da terceira etapa da Elevation Tour, nos ataques de 11 de setembro de 2001, a banda tocou-a em Nova York e na cidade de Washington D.C.. Durante o primeiro show da banda em Nova York, após os atentados, a banda tocou "Where the Streets Have No Name", e, quando o luzes do palco iluminaram o público, a banda viu as lágrimas escorrendo nos rostos de muitos seus espectadores, disse Stokes. A experiência foi uma inspiração para a crianção da canção "City of Blinding Lights". A banda homenageou as vítimas do 11 de setembro, durante a sua performance no intervalo do espetáculo no Super Bowl XXXVI, em 3 de fevereiro de 2002. O desempenho executado apresentou os nomes das vítimas dos ataques, projetadas em uma grande faixa branca atrás da banda. O concerto do U2, foi posteriormente, classificada como o show de número 1, na lista de "Top 10 Super Bowl Halftime Shows", da Sports Illustrated.
Durante a Vertigo Tour, o grupo originalmente, considerou deixar de tocar "Streets" de seu setlist, entretanto, Mullen e Clayton preferiram mantê-la. Todos os 131 concertos da Vertigo Tour, contou com uma performance da canção, que foram acompanhados pelas telas de LED, mostrando bandeiras africanas. Na noite de abertura da turnê, Bono lembrou que ele havia escrito a letra em uma aldeia etíope. Ele pensava que o acompanhamento visual, fez com que a música voltasse por completo, dizendo: "E aqui estava, quase vinte anos depois, voltando para a África, todo o material sobre as terras desertas e ressecadas, que fazem sentido para a primeira vez". A canção também foi tocada no pré-estreia do filme-concerto da banda, U2 3D (2008), no Festival de Cannes em 2007. No Festival de Glastonbury em 2010, The Edge acompanhou a banda de rock britânica Muse, para uma versão cover ao vivo de "Streets", e mais tarde, tocando com o U2, durante a atração principal do Festival de Glastonbury 2011.
Performances ao vivo de "Where the Streets Have No Name", aparecem no lançamento dos filmes-concertos de Rattle and Hum (1988), Zoo TV: Live from Sydney (1994), e Popmart: Live from Mexico City (1998), bem como os respectivos lançamentos dos álbuns ao vivo dos dois últimos concertos, Hasta la Vista Baby! U2 Live from Mexico City (2000)  e Zoo TV Live (2006). Uma segunda versão retirado da Popmart Tout, foi destacado na performance no EP Please: PopHeart Live (1997), e mais tarde nos Estados Unidos, no single "Please". A gravação ao vivo em Boston, durante a Elevation Tour, foi destaque no filme-concerto Elevation 2001: Live from Boston (2001), nos singles "Walk On" e "Electrical Storm". O vídeo do concerto e álbum ao vivo de U2 Go Home: Live from Slane Castle (2003), apresenta uma  outra performane da canção na Elevation Tour, e mais tarde, os desempenhos foram destaque no DVD Vertigo 2005: Live from Chicago (2005) e U2 3D (ambas da Vertigo Tour); tocada tambem na U2 360° at the Rose Bowl (2010), durante a U2 360º Tour. O álbum digital Live from the Point Depot (2004), contém um desempenho da Lovetown Tour, disponível apenas como parte do box digital, The Complete U2 (2004). O lançamento dos álbuns Duals (2011) e U22 (2012), também conta com a participação da canção, sendo tirada da versão ao vivo de seu filme-concerto, U2 360° at the Rose Bowl, com a edição em estúdio do coral, Soweto Gospel Choir; e executada durante a U2 360º Tour, no Estádio da Silésia, na Polônia, respectivamente.

## Legado
Em 2002, a revista Q, nomeou "Where the Streets Have No Name", a "décima-sexta canção mais emocionante".  No ano seguinte, um problema de edição especial da revista Q, intitulado "As Melhores 1001 Canções", classificou a canção em na posição de número 459 na lista de mesmo nome. Três anos depois, os leitores da revista a votaram como uma das 43 maiores canções da história. A Rolling Stone o classificou como a canção de número 28, na sua lista das "100 Melhores Canções de Guitarra de Todos os Tempos". Em uma pesquisa de 2010, no site de fãs do @U2, cerca de 29% dos 4.800 entrevistados, disseram que "Where the Streets Have No Name" é a canção favorita de The Joshua Tree, classificando-o como a canção mais popular do álbum. Em 2010, ESPN utilizou "Streets", entre outras canções do U2, em comerciais para a Copa do Mundo de 2010, com participação do grupo sul-africano, Soweto Gospel Choir. O anúncio, intitulado "Robben Island", retrata os políticos presos sul-africanos, durante a era do apartheid, formando um time de futebol. Houve planos para trazer uma gravação da performance de Soweto, em suporte para o varejo. O compositor John Mackey, usou o tema introdutório da guitarra em sua peça de 2009 para Wind Ensemble, Aurora Awakes. A introdução da canção é usado no time de hóquei no gelo, Vancouver Canucks, ao início de cada um de seus jogos em casa, quando os jogadores entram em no gelo. O time de futebol americano Baltimore Ravens, também usaram a canção, quando eles entram no M&T Bank Stadium, antes do jogo começar. A canção também foi usada pelo time de futebol americano universitário Wisconsin Badgers, durante a entrada da equipe no Camp Randall Stadium, antes de todos os jogos em casa.

## Lista de faixas
Todas as canções compostas por U2.
1. "Where the Streets Have No Name" (Single Version) – 4:46
2. "Silver and Gold" – 4:40
3. "Sweetest Thing" – 3:03
4. "Race Against Time" – 4:03

## Paradas e posições
| País/Parada (1987)                 | Melhor posição |
| ---------------------------------- | -------------- |
| Alemanha (Media Control Charts)    | 44             |
| Bélgica (Ultratop 50 Flanders)     | 6              |
| Canadá (RPM Top 100 Singles)       | 11             |
| Estados Unidos (Billboard Hot 100) | 13             |
| Irlanda (IRMA)                     | 1              |
| Nova Zelândia (RIANZ)              | 1              |
| Países Baixos (MegaCharts)         | 7              |
| Reino Unido (UK Singles Chart)     | 4              |

## Pessoal
U2
- Bono – vocal
- The Edge – guitarra
- Adam Clayton – baixo
- Larry Mullen Jr. – bateria, percussão

Produção adicional
- Daniel Lanois & Brian Eno – produção
- Flood & Pat McCarthy – gravação
- Steve Lillywhite – mixagem
- Mark Wallace – engenharia de mixagem